# Thouinidium decandrum
Thouinidium decandrum là một loài thực vật có hoa trong họ Bồ hòn. Loài này được (Bonpl.) Radlk. miêu tả khoa học đầu tiên năm 1878.